# Oxymycterus quaestor
Oxymycterus quaestor és una espècie de mamífer rosegador de la família dels cricètids. Viu al nord-est de l'Argentina, el sud-est del Brasil i, possiblement, l'extrem oriental del Paraguai. Els seus hàbitats naturals són els matollars humits o secs i els boscos subtropicals. És una espècie en risc mínim, és a dir, no sembla que hi hagi cap amenaça significativa per a la seva supervivència. El seu nom específic, quaestor, significa ‘qüestor’ en llatí.